# Paco Machín
Francisco Machín Fernández de la Puente (Palma de Mallorca, España, 17 de noviembre de 1958) es un exfutbolista español que se desempeñaba como delantero.

## Clubes
| Club                          | País   | Año       |
| ----------------------------- | ------ | --------- |
| C. D. Numancia de Soria       | España | 1978-1979 |
| Real Madrid Castilla C. F.    | España | 1979-1982 |
| Real Racing Club de Santander | España | 1982-1983 |
| Real Betis Balompié           | España | 1983-1985 |
| Elche C. F.                   | España | 1985-1987 |
| Cartagena F. C.               | España | 1987-1988 |